# Stipa-Caproni
Die Stipa-Caproni war ein Experimentalflugzeug des italienischen Herstellers Caproni.

## Geschichte

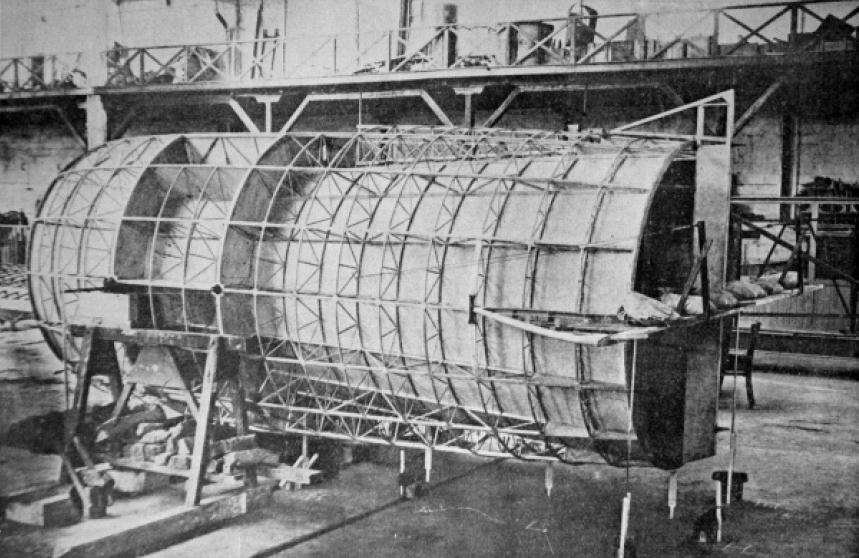
Stipa-Caproni im Bau

Bereits im Oktober 1927 hatte der italienische Konstrukteur Luigi Stipa auf einem internationalen Luftfahrtkongress in Rom über Mantelpropeller vorgetragen. Ein entsprechendes Patent wurde im Jahre 1932 in Deutschland angemeldet.
Im Jahr 1932 stellte Stipa beim Flugzeughersteller Caproni ein Testflugzeug mit diesem Antriebskonzept her, das erstmals im Oktober 1932 flog. Domenico Antonini, ein Testpilot von Caproni, führte den Erstflug durch.

## Konstruktion
Stipa baute das Flugzeug aus Holz. Der an der Außenseite röhrenförmige Rumpf war im Inneren als Venturi-Düse ausgeführt. Die Triebwerksgondel mit dem schlanken Vierzylinder-Reihenmotor des britischen Herstellers de Havilland Aircraft Company war im vorderen Bereich der Röhre mittig aufgehängt.

## Technische Daten

Dreiseitenriss Stipa-Caproni

| Kenngröße       | Daten                                             |
| --------------- | ------------------------------------------------- |
| Besatzung       | 2                                                 |
| Spannweite      | 13,3 m                                            |
| Flügelfläche    | 19 m²                                             |
| Flügelstreckung | 9,3                                               |
| Leermasse       | 600 kg                                            |
| max. Startmasse | 800 kg                                            |
| Triebwerk       | ein de Havilland Gipsy III mit 120 PS (ca. 90 kW) |

## Sonstiges
Stipa entwarf auch ein Pulsstrahltriebwerk, das ähnlich konzipiert war, wie das von Deutschland im Zweiten Weltkrieg für die „fliegende Bombe“ Fieseler Fi 103 (Propagandaname V1) verwendete.